# Senggu
Senggu (kinesiska: 僧固, 僧固乡) är en socken i Kina. Den ligger i provinsen Henan, i den centrala delen av landet, omkring 66 kilometer nordost om provinshuvudstaden Zhengzhou. Antalet invånare är 34 348. Befolkningen består av 16 701 kvinnor och 17 647 män. Barn under 15 år utgör 24,0 %, vuxna 15-64 år 68 %, och äldre över 65 år 7,0 %.
Genomsnittlig årsnederbörd är 655 millimeter. Den regnigaste månaden är juli, med i genomsnitt 196 mm nederbörd, och den torraste är januari, med 3 mm nederbörd.